# Майк ван дер Горн
Майк ван дер Горн (нід. Mike van der Hoorn, нар. 15 жовтня 1992, Алмере) — нідерландський футболіст, захисник клубу «Утрехт».
Виступав, зокрема, за амстердамський «Аякс» та «Суонсі Сіті», а також молодіжну збірну Нідерландів.
Володар Суперкубка Нідерландів. 

## Клубна кар'єра
Народився 15 жовтня 1992 року в місті Алмере. Вихованець юнацьких команд футбольних клубів «Буйтенбойз», «Алмере Сіті» та «Утрехт».
У дорослому футболі дебютував 2011 року виступами за команду клубу «Утрехт», в якій провів два сезони, взявши участь у 43 матчах чемпіонату.  Більшість часу, проведеного у складі «Утрехта», був основним гравцем захисту команди.
До складу клубу «Аякс» молодий габаритний захисник приєднався за 3,9 млн. євро 2013 року.
З 2016 по 2020 рік захищав кольори клубу «Суонсі Сіті».
2020 приєднався до складу «Армінії».

## Виступи за збірні
У 2012–2014 роках залучався до складу молодіжної збірної Нідерландів. На молодіжному рівні зіграв у 13 офіційних матчах, забив 1 гол.

## Титули і досягнення
- Володар Суперкубка Нідерландів (1):

«Аякс»:  2013